# Herbert Baumeister
Herbert Richard Baumeister (Indianapolis, Indiana, 7 d'abril de 1947 – Ontario, Canadà, 3 de juliol de 1996) va ser un empresari estatunidenc que va ser identificat pòstumament com un assassí en sèrie responsable de la mort de nombrosos homes a la zona d'Indianapolis durant la primera meitat de la dècada del 1990. Les restes d'almenys onze homes van ser descobertes a la seva propietat de Fox Hollow Farm a Westfield, Indiana. Abans de ser arrestat, Baumeister es va suïcidar, i posteriorment va ser vinculat com a principal sospitós als assassinats coneguts com els de l'"Estrangulador de la I-70", una sèrie d'homicidis d'almenys onze homes gais que van ocórrer al llarg de la Interestatal 70 a Ohio durant les dècades de 1980 i 1990.

## Primers anys i vida personal
Herbert Baumeister va néixer a Indianapolis el 1947, el primer de quatre fills. El seu pare era un respectat anestesista. Durant la seva infància i adolescència, va ser descrit per la seva família com un nen i jove normal, però amb el temps van co
Començar a aparèixer comportaments preocupants. Els companys de classe i coneguts van recordar posteriorment incidents estranys, incloent-hi una fascinació per l'orina (urofília), amb alguns testimonis afirmant que en Baumeister havia expressat curiositat sobre el gust de l'orina humana. També es va informar que tenia un comportament pertorbador amb animals morts, fet que va alarmar a alguns dels seus coneguts.
El 1971, Baumeister es va casar amb la Juliana Saiter. La parella va tenir tres fills. Malgrat la seva vida familiar i la seva posició com a empresari, Baumeister lluitava amb una homosexualitat latent que mantenia en secret. Segons investigadors i perfiladors criminals, aquesta repressió i autoodi van ser factors significatius que van contribuir als seus actes violents. En la seva vida pública, es diu que expressava opinions homòfobes, un comportament comú en individus que lluiten amb la seva pròpia identitat sexual reprimida.

## Carrera professional
Baumeister va intentar diverses empreses comercials al llarg de la seva vida. Va treballar en màrqueting i vendes abans de fundar la seva pròpia cadena de botigues d'antiguitats anomenada "Sav-A-Lot". Aquest negoci va tenir un èxit inicial, però amb el temps va començar a tenir dificultats financeres. La seva inestabilitat laboral i els problemes financers van afegir estrès a la seva vida personal i familiar.

## Els crims de Fox Hollow Farm
Es creu que Herbert Baumeister va seleccionar les seves víctimes en bars gais i altres llocs de trobada per a homes homosexuals a Indianapolis i els seus voltants. Aprofitant la seva aparença normal i la seva capacitat de socialitzar, presumptament guanyava la confiança dels homes i els atreia a la seva gran propietat a Westfield, coneguda com a Fox Hollow Farm. Aquesta finca de 18 acres es va convertir en l'escenari dels seus macabres actes.
Mentre la seva esposa i els seus fills estaven de viatge, Baumeister portava els homes a la seva casa, on presumptament els agredia sexualment i els assassinava. Després dels assassinats, es creu que cremava i enterrava els cossos a la propietat per intentar ocultar els seus crims. La naturalesa fragmentada de les restes descobertes posteriorment suggereix un intent deliberat de destruir l'evidència.
L'any 1996, un fet macabre va portar la veritat a la llum. El fill de 15 anys de Baumeister va descobrir un crani humà mentre jugava a la propietat. Aquest descobriment va alertar la seva mare, la Juliana Saiter, que ja sospitava del comportament cada vegada més erràtic del seu marit. Tement per la seguretat seva i dels seus fills, va sol·licitar una ordre de protecció d'emergència i va obtenir la custòdia dels nens.
Amb l'ordre judicial, la policia va poder accedir a Fox Hollow Farm i començar una investigació exhaustiva. La recerca de la propietat va revelar un nombre esgarrifós de restes humanes. Es van descobrir aproximadament 10.000 ossos i fragments d'ossos, molts d'ells amb signes d'haver estat cremats i descomposts. També es van trobar objectes personals de les víctimes, així com restes d'esposes i cartutxos d'escopeta, suggerint els mètodes utilitzats per Baumeister.

## Suïcidi
Abans que la policia pogués interrogar formalment a Herbert Baumeister sobre els descobriments a la seva propietat, va fugir de l'estat. Va ser localitzat a Ontario, Canadà, on es va suïcidar amb un tret el juliol de 1996. La seva mort va impedir un judici i va deixar moltes preguntes sense resposta.
Després de la seva mort, les investigacions van començar a vincular Baumeister amb una sèrie d'assassinats sense resoldre que havien terroritzat la comunitat gai d'Ohio durant més d'una dècada. Entre 1980 i 1991, es van trobar els cossos d'onze homes gais al llarg de la Interestatal 70 a Ohio. Aquestes víctimes, conegudes col·lectivament com les de l'"Estrangulador de la I-70", sovint es trobaven parcialment nues i abandonades en rierols a zones rurals properes a la carretera. El patró d'orientació a homes gais i la proximitat geogràfica dels crims a les rutes de viatge de Baumeister van fer que es convertís en el principal sospitós d'aquests assassinats. Tot i la forta sospita, mai va ser formalment acusat d'aquests crims a causa de la seva mort.

## Víctimes identificades
Gràcies a la perseverança de les autoritats i a l'avenç de la tecnologia forense, s'han pogut identificar nou de les restes humanes trobades a Fox Hollow Farm:
- Manuel Resendez: Desaparegut el 1993.
- Allen Livingston: Desaparegut el 1993.
- Jeffrey Jones: Desaparegut el 1993.
- Richard Hamilton: Desaparegut el 1993.
- Steven Hale: Desaparegut el 1994.
- Roger Goodlet: Desaparegut el 1994.
- Johnny Bayer
- Jeff Allen Jones
- Allen Wayne Broussard
- Michael Kiern

La identificació d'aquestes víctimes ha proporcionat un cert tancament a les seves famílies, que durant anys havien viscut amb la incertesa de la desaparició dels seus éssers estimats.
L'any 2022, la investigació sobre els crims de Baumeister es va reactivar amb un nou impuls per intentar identificar les restes no identificades trobades a Fox Hollow Farm. Les autoritats van fer una crida pública a familiars d'homes desapareguts a Indiana entre mitjans de la dècada de 1980 i mitjans de la de 1990 perquè proporcionessin mostres d'ADN per comparar-les amb les restes sense nom. Aquesta iniciativa reflecteix la determinació de les forces de l'ordre per donar nom a totes les víctimes d'en Baumeister i oferir justícia a les seves famílies. La complexitat de la identificació es deu al temps transcorregut i a l'estat fragmentat de les restes.

## Perfil psicològic i motivació
Els perfiladors criminals han intentat comprendre la psicologia de Herbert Baumeister i la seva motivació per cometre aquests crims horribles. La teoria dominant suggereix que la seva homosexualitat reprimida i el seu profund autoodi van ser factors clau. En atacar homes gais, en Baumeister podria haver estat expressant la seva pròpia lluita interna i la seva aversió cap a la seva pròpia identitat sexual. L'acte de matar podria haver estat una forma distorsionada de control i de purga dels aspectes de si mateix que rebutjava.
La urofília que va manifestar durant la seva joventut també podria haver estat un signe primerenc d'una sexualitat desviada i d'una propensió a comportaments sexuals atípics. La combinació d'aquests factors psicològics, juntament amb possibles traumes o factors ambientals durant la seva vida, podria haver contribuït al desenvolupament d'una ment criminal.

## Impacte i llegat
El cas de Herbert Baumeister va commocionar la comunitat d'Indianapolis i va posar de manifest la vulnerabilitat dels homes gais a la violència i la discriminació a principis de la dècada de 1990. També va subratllar la importància d'una investigació policial sensible i comprensiva en casos que afecten comunitats marginades.
El llegat de Baumeister és un recordatori fosc dels horrors dels crims en sèrie i de la complexitat de la psique humana. La perseverança de les autoritats per identificar totes les seves víctimes i la cerca de justícia per a les seves famílies continuen sent un focus important per a la comunitat i per a les forces de l'ordre. El cas també ha servit com a estudi de cas en la perfilació criminal i en la comprensió de les motivacions dels assassins en sèrie amb conflictes d'identitat sexual.